# Cá chình họng túi
Cá chình họng túi, cá chình nuốt chửng hay cá bồ nông (danh pháp khoa học: Saccopharynx ampullaceus) là một loài cá sinh sống ngoài biển, trông tương tự như cá chình, được tìm thấy ở Đông Đại Tây Dương, với các ghi nhận rải rác từ Greenland tới Cabo Verde cũng như ở Tây Đại Tây Dương. Chúng sinh sống tới độ sâu 3.000 mét (9.800 ft). Người ta gần như chưa biết gì về tập tính và sự phân bố thực tế của loài này.